# Mourgkáni
Mourgkáni är en ort i Grekland.   Den ligger i prefekturen Trikala och regionen Thessalien, i den centrala delen av landet, 270 km nordväst om huvudstaden Aten. Mourgkáni ligger 269 meter över havet och antalet invånare är 111.
Terrängen runt Mourgkáni är kuperad åt nordost, men åt sydväst är den bergig. Mourgkáni ligger nere i en dal. Runt Mourgkáni är det ganska glesbefolkat, med 36 invånare per kvadratkilometer. Närmaste större samhälle är Kalampáka, 8,3 km sydost om Mourgkáni. I omgivningarna runt Mourgkáni växer i huvudsak blandskog.